# Френк Гріслі
Френк Гріслі (англ. Frank Gresley, 1855—1936) — британський пейзажист XIX – початку XX століття.  відомий своїми пейзажами, наамперед своїми зображеннями річки Трент в Сваркстоуні (Swarkestone), Інглбі і Барроу-апон-Тренті, графство Дербішир
Френк був досить визначним англійським художником, що спеціалізувався переважно на пейзажному живописі. Його творчість є важливою частиною художньої спадщини графства Дербішир, де він прожив більшу частину свого життя, будучи центральною фігурою у місцевому мистецькому середовищі.

## Походження та Художня Династія:

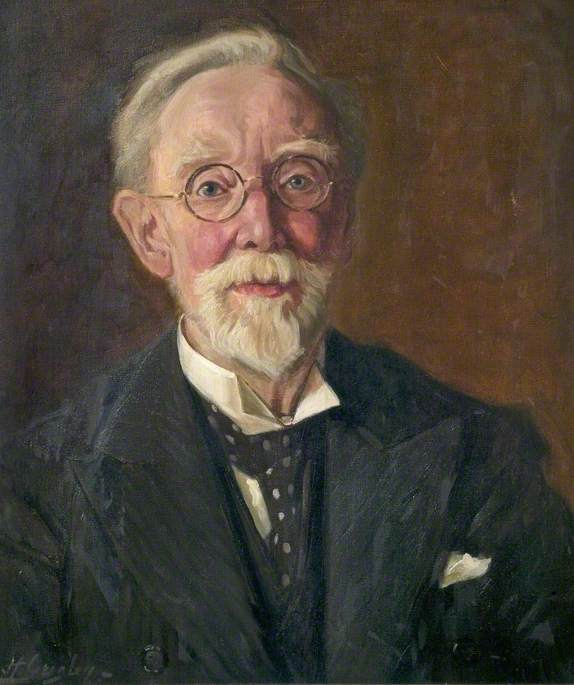
Frank Gresley (1855–1936) (Батько художника Гарольд)

Френк Гріслі належав до відомої династії художників Дербіширу. Його батько, Джеймс Стівен Гріслі (James Stephen Gresley, 1829–1908), також був талановитим пейзажистом, що працював як олією, так і аквареллю, і виставлявся у Королівській академії (Royal Academy) та інших престижних місцях. Френк успадкував від батька не лише хист до малювання, а й глибоку любов до сільських пейзажів Дербіширу.
Сімейна традиція продовжилася і в наступному поколінні: обидва сини Френка, Гарольд Гріслі (Harold Gresley, 1892–1967) та Катберт Гріслі (Cuthbert Gresley), також стали успішними художниками. Гарольд, як і його батько, зосередився на пейзажах аквареллю, а Катберт відомий своєю роботою з розписом порцеляни для знаменитої компанії Royal Crown Derby. Ця художня спадковість сформувала унікальний стиль, що простежується у роботах різних поколінь родини Гріслі, які разом відомі як "династія Гріслі".

## Освіта та Художній Стиль:

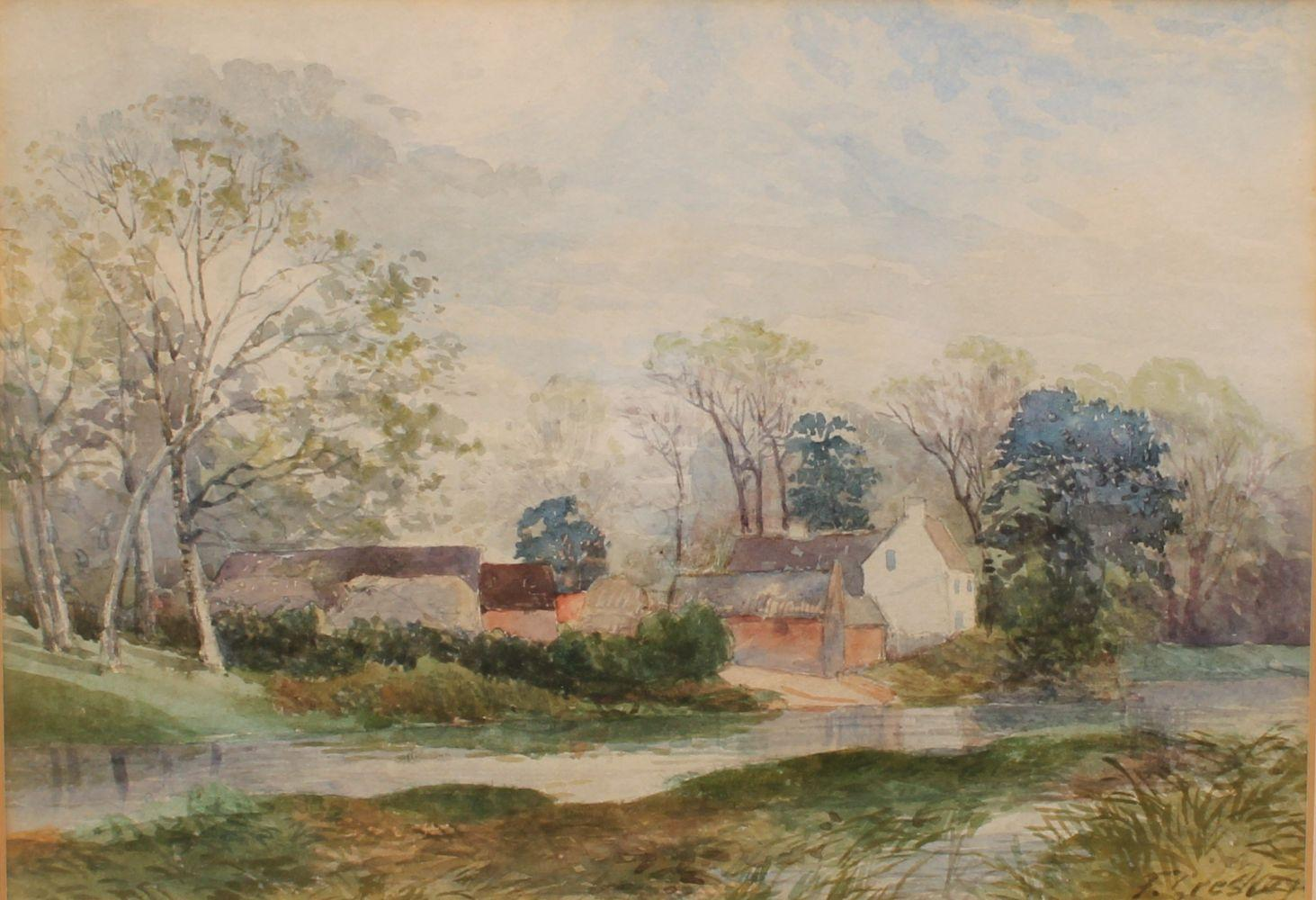
Frank Gresley (1855-1936) Riverside Scene in Derbyshire, signed, watercolour, 15cm x 22cm

Хоча конкретні деталі його формальної художньої освіти менш задокументовані, ніж у його сина Гарольда (який навчався у Дербійській школі мистецтв та Королівському коледжі мистецтв), очевидно, що Френк Гріслі перейняв багато від батька, який був його першим і головним вчителем.
Він відомий насамперед як аквареліст, хоча зрідка створював і картини олією. Його стиль характеризується:
- Пасторальні, яскраві та барвисті сцени: Гріслі вмів передавати велич сільських краєвидів Дербіширу.
- Ретельне зображення світла та тіні: Його роботи часто демонструють майстерну гру світла, що надає пейзажам глибини та реалізму.
- Деталізація: Хоча це і не гіперреалізм, його роботи достатньо деталізовані, щоб відобразити особливості місцевості.

## Виставкова Діяльність та Колекції:

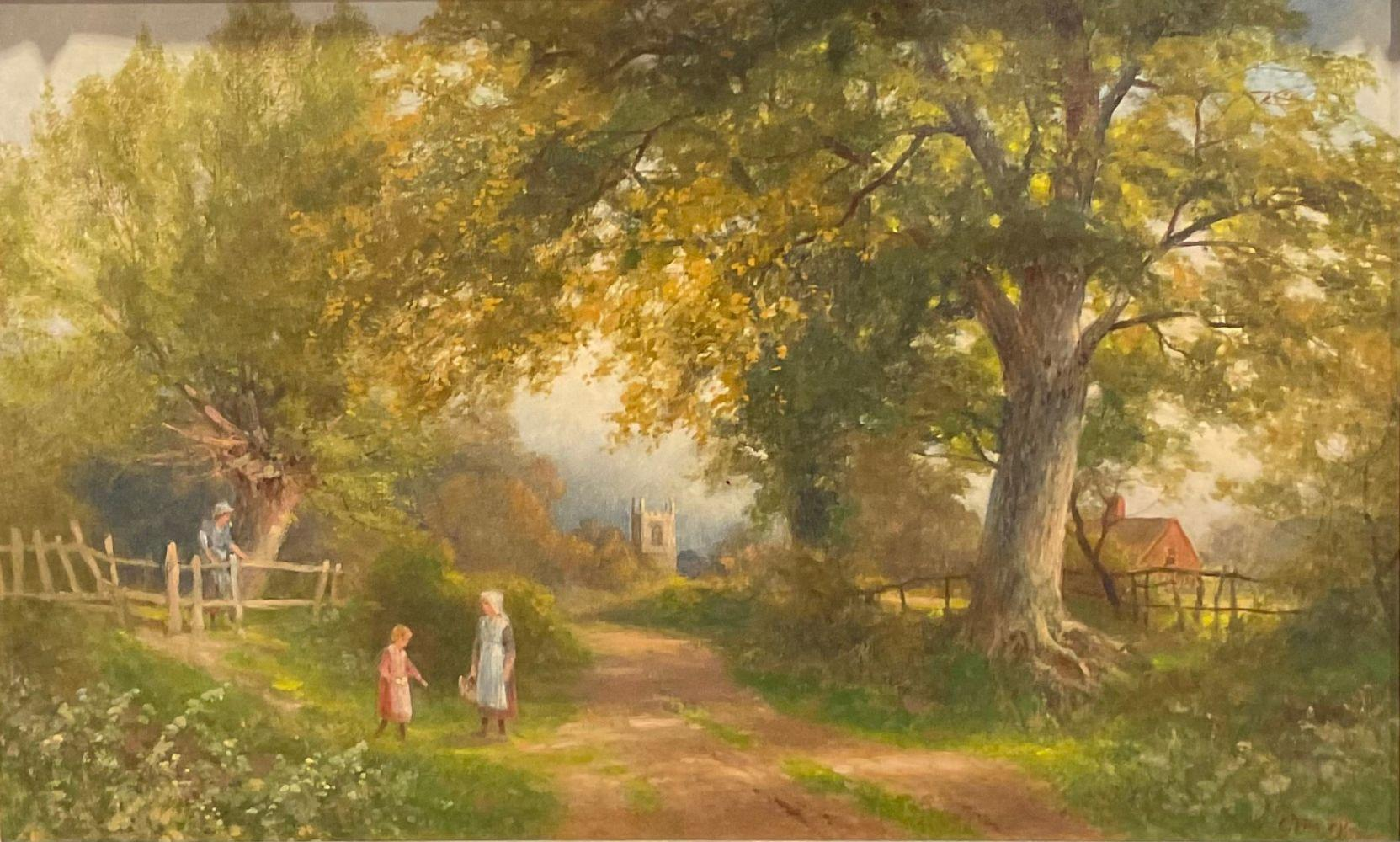
Frank Gresley (1855-1936) A Derbyshire Lane signed, oil on canvas, 39.5cm x 65cm

Френк Гріслі активно виставляв свої роботи між 1881 і 1920 роками. Він був одним з головних експонентів Ноттінгемського товариства художників (Nottingham Society of Artists) де виставляв свої роботи між 1881 і 1920 роками.
Значна частина його творів зараз зберігається в Музеї та художній галереї Дербі (Derby Museum and Art Gallery). Ця колекція була значною мірою сформована завдяки щедрому подарунку відомого місцевого колекціонера Альфреда Е. Гуді (Alfred E. Goodey), який цінував і підтримував художників Дербіширу. 
У 2001 році Музей Дербі навіть організував велику виставку, присвячену творчості родини Гріслі, підкреслюючи їхній внесок у регіональне мистецтво.[джерело?]
Більшу частину життя Френк прожив в Челластоні, в Дербіширі. 
Роботи Френка Гріслі часто з'являються на аукціонах.